# Юн Бо Сон
Юн Бо Сон (кор. 윤보선, 尹潽善, Yun Boseon, Yun Posŏn; 26 серпня 1897 — 18 липня 1990) — корейський державний і політичний діяч, другий президент Республіки Корея, міністр торгівлі та промисловості, мер Сеула (15 грудня 1948 — 5 червня 1949). Племінник Юн Чхі Хо.

## Життєпис
Народився 26 серпня 1897 в місті Асан, провінція Південна Чхунчхон.
Отримав ступінь магістра в Університеті Единбургу в 1930.
Після закінчення японської окупації в 1945 пішов у політику, ставши соратником Лі Синмана.
У 1948 призначений мером Сеула, а за рік — міністром торгівлі та промисловості. Незабаром почав критикувати політику, що її провадив Лі Синман, був обраний до Національної Асамблеї в 1954. За рік заснував опозиційну Демократичну партію.
Після повалення уряду Лі Синмана 13 серпня 1960 обраний президентом Кореї. Провів низку ліберальних реформ, зокрема посиливши роль парламенту в управлінні країною. Після путчу Пак Чон Хі в 1961 деякий час ще обіймав посаду президента, однак був зміщений 22 березня 1962. Був одним з лідерів опозиції режиму Пак Чон Хі, двічі — в 1963 та 1967 балотувався на пост президента, обидва рази невдало. Неодноразово заарештовувався за антиурядову діяльність.
Пішов з політики 1980 та зосередився на роботі в галузі культури.
Помер 18 липня 1990 від гіпертонії.